# Juni 2005
Dit artikel geeft een chronologisch overzicht van alle belangrijke gebeurtenissen per dag in de maand juni van het jaar 2005.

## Gebeurtenissen

### 1 juni
- 61,6% van de Nederlanders zegt nee tegen het Verdrag tot vaststelling van een Grondwet voor Europa. De opkomst voor dit referendum was 62,8%.
- In de Verenigde Staten maakt Deep Throat zich bekend. De anonieme tipgever dankzij wie het Watergateschandaal naar buiten kwam dat president Richard Nixon tot aftreden dwong blijkt Mark Felt te zijn, een voormalige topfiguur in de FBI.

### 4 juni
- De Belgische minister Karel De Gucht noemt de Nederlandse premier Balkenende in de krant Het Laatste Nieuws "een mix van Harry Potter en brave stijfburgerlijkheid, een man in wie ik geen spoortje charisma kan ontwaren". Nederland roept de Belgische ambassadeur op het matje.

### 6 juni
- De Australiërs boycotten het nieuwe biertje Shag van de Limburgse bierbrouwer Alfa. Het Engelse werkwoord "to shag" betekent namelijk ook "een nummertje maken".

### 10 juni
- Het WK voetbal voor onder de 20 jaar begint met de wedstrijd Australië-Benin. Dit WK wordt in Nederland gehouden.

### 13 juni
- Michael Jackson wordt door de jury vrijgesproken van aanklachten wegens kindermisbruik.
- De ministers van financiën van de G8 zijn bereid de schulden kwijt te schelden van de 18 Heavily Indebted Poor Countries voor de volgende G8 top.
- Het Italiaans referendum over kunstmatige inseminatie heeft de benodigde opkomst van 50% niet gehaald, tot genoegen van de Rooms-Katholieke Kerk.

### 14 juni
- Astronomen ontdekken de eerste Superaarde: Gliese 876D rond de ster Gliese 876 de kleinste exoplaneet met een massa die 7,5 keer zo groot is als die van de Aarde.
- Iran en India bereiken een akkoord over een levering van 5 miljoen ton aardgas gedurende 25 jaar vanaf 2009.

### 15 juni
- Op de Paris Air Show in Le Bourget bereiken Japan and Frankrijk een akkoord over de ontwikkeling van de opvolger van de Concorde.
- Alejandro Domínguez, politie-officier van Nuevo Laredo, Mexico, wordt een paar uur na zijn aanstelling doodgeschoten.

### 16 juni
- In Californië vindt een aardbeving met magnitude 7,0 op de schaal van Richter plaats.

### 17 juni
- In Iran vinden presidentsverkiezingen plaats. Geen van de kandidaten behaalt echter een meerderheid, waardoor er voor het eerst een tweede ronde nodig is. Die zal op 24 juni worden gehouden.
- Medewerkers van ProRail staken, waardoor er een dag lang geen treinverkeer in Nederland mogelijk is.

### 19 juni
- In Libanon wordt de vierde en laatste stemronde van de parlementsverkiezingen gehouden.
- In de Spaanse hoofdstad Madrid uiten 10 000 betogers zich tegen het homohuwelijk.
- Katerine Avgoustakis wint de eerste Vlaamse versie van de talentenjacht Star Academy op de commerciële omroep VTM.
- Duitsland prolongeert de Europese titel bij het EK voetbal voor vrouwen door in de finale met 3-1 te winnen van Noorwegen.

### 21 juni
- De internationale walvisvaartcommissie behoudt het verbod op commerciële walvisvangst.
- Polen stelt het referendum over de Europese grondwet uit.
- In de Libanese hoofdstad Beiroet wordt opnieuw een anti-Syrisch politicus vermoord: George Hawi.
- In Israël komen zeker acht mensen om bij een treinongeval.

### 24 juni
- Een Italiaanse rechter beveelt de arrestatie van CIA-medewerkers die een man vanaf de straten van Milaan ontvoerd zouden hebben.

### 25 juni
- De Verenigde Staten bevestigen de ontdekking van een tweede geval van de gekkekoeienziekte.

### 26 juni
- Om 14:40 uur wordt de tweede dochter van de Nederlandse kroonprins Willem-Alexander en prinses Máxima geboren. Het nieuwe prinsesje heet Alexia Juliana Marcela Laurentien.

### 30 juni
- De bedrijven Organon en Cypress Bioscience gaan samen een geneesmiddel ontwikkelen tegen snurken en andere slaapgerelateerde ademhalingsstoornissen.
- Freya Van den Bossche, federaal minister van Werk in België, bevalt van een tweede dochtertje genaamd Billie.

<< · januari · februari · maart · april · mei · juni · juli · augustus · september · oktober · november · december · >>